# Dibden
Dibden – wieś w Anglii, w hrabstwie Hampshire, w dystrykcie New Forest. Leży 22 km na południe od miasta Winchester i 115 km na południowy zachód od Londynu.